# بلسانیو
بلسانیو (به ایتالیایی: Blessagno) یک کومونه در ایتالیا است که در استان کومو واقع شده‌است.

## خصوصیات
بلسانیو ۳٫۶ کیلومترمربع مساحت و ۲۶۱ نفر جمعیت دارد.